# Jason Smyth
Jason Smyth (Derry, 4 luglio 1987) è un atleta paralimpico irlandese originario dell'Irlanda del Nord, specializzato nei 100 e 200 metri piani nella categoria T13.
Nel proprio palmarès vanta cinque titoli paralimpici (di cui tre nei 100 metri piani e due nei 200), sette titoli mondiali e due titoli europei. È anche detentore del record mondiale nei 100 e 200 metri piani, rispettivamente con 10"46 e 21"05.

## Biografia
Smyth nasce nella città di Derry, in Irlanda del Nord. All'età di otto anni gli viene diagnosticata la malattia di Stargardt, una rara patologia che colpisce la retina e causa una progressiva perdita della vista.
Inizia a praticare l'atletica leggera all'età di 16 anni presso il Derry City Track Club, su consiglio del proprio docente di educazione fisica che ne aveva notato il potenziale.
Si afferma a livello internazionale nel 2008, conquistando l'oro nei 100 e 200 metri piani T13 alle Paralimpiadi di Pechino e realizzando due nuovi record mondiali (rispettivamente 10"62 e 21"43). Le prestazioni dell'irlandese vengono ben presto paragonate a quelle del giamaicano Usain Bolt, anch'egli capace di realizzare ottimi tempi ai Giochi olimpici di Pechino 2008.
Nel 2010, con la sua partecipazione agli europei di Barcellona, diviene il primo atleta paralimpico a competere in un'edizione dei campionati europei di atletica leggera. Un buon 10"43 alle batterie dei 100 metri piani gli consente l'accesso alle semifinali, dove però si ferma con un tempo di 10"47 che gli nega di pochissimo la qualificazione in finale.
Un deterioramento della sua vista porta al suo spostamento in categoria T12 nel 2014. Come atleta T12 si laurea campione nei 100 e 200 metri piani agli europei paralimpici di Swansea 2014. Al termine di una serie di verifiche più approfondite l'irlandese viene successivamente riassegnato alla classe T13.

## Palmarès
| Anno                                     | Manifestazione          | Sede           | Evento          | Risultato  | Prestazione | Note                                     |
| ---------------------------------------- | ----------------------- | -------------- | --------------- | ---------- | ----------- | ---------------------------------------- |
| In rappresentanza dell' Irlanda          |                         |                |                 |            |             |                                          |
| 2006                                     | Mondiali juniores       | Pechino        | 100 m piani     | Batteria   | 10"85       |                                          |
| 2006                                     | Mondiali paralimpici    | Assen          | 100 m piani T13 | Oro        | 10"86       | Miglior prestazione personale stagionale |
| 2006                                     | Mondiali paralimpici    | Assen          | 200 m piani T13 | Oro        | 21"83       | Miglior prestazione personale stagionale |
| 2008                                     | Giochi paralimpici      | Pechino        | 100 m piani T13 | Oro        | 10"62       |                                          |
| 2008                                     | Giochi paralimpici      | Pechino        | 200 m piani T13 | Oro        | 21"63       |                                          |
| 2009                                     | Europei under 23        | Kaunas         | 100 m piani     | Batteria   | 10"60       |                                          |
| 2010                                     | Europei                 | Barcellona     | 100 m piani     | Semifinale | 10"46       |                                          |
| 2011                                     | Mondiali                | Taegu          | 100 m piani     | Batteria   | 10"57       |                                          |
| 2012                                     | Europei                 | Helsinki       | 100 m piani     | Semifinale | 10"52       |                                          |
| 2012                                     | Giochi paralimpici      | Londra         | 100 m piani T13 | Oro        | 10"46       | Record mondiale                          |
| 2012                                     | Giochi paralimpici      | Londra         | 200 m piani T13 | Oro        | 21"05       | Record mondiale                          |
| 2013                                     | Mondiali paralimpici    | Lione          | 100 m piani T13 | Oro        | 10"61       | Record dei campionati                    |
| 2013                                     | Mondiali paralimpici    | Lione          | 200 m piani T13 | Oro        | 21"05       |                                          |
| 2014                                     | Europei paralimpici     | Swansea        | 100 m piani T12 | Oro        | 10"78       |                                          |
| 2014                                     | Europei paralimpici     | Swansea        | 200 m piani T12 | Oro        | 21"67       |                                          |
| 2015                                     | Mondiali paralimpici    | Doha           | 100 m piani T13 | Oro        | 10"62       |                                          |
| 2016                                     | Europei                 | Amsterdam      | 4×100 m         | Batteria   | 39"52       | Miglior prestazione personale stagionale |
| 2016                                     | Giochi paralimpici      | Rio de Janeiro | 100 m piani T13 | Oro        | 10"64       |                                          |
| 2017                                     | Mondiali paralimpici    | Londra         | 100 m piani T13 | Oro        | 10"63       |                                          |
| 2017                                     | Mondiali paralimpici    | Londra         | 200 m piani T13 | Oro        | 21"40       | Miglior prestazione personale stagionale |
| In rappresentanza dell' Irlanda del Nord |                         |                |                 |            |             |                                          |
| 2014                                     | Giochi del Commonwealth | Glasgow        | 100 m piani     | Batteria   | 10"66       |                                          |